# Armeniaca limeixing
Armeniaca limeixing là loài thực vật có hoa trong họ Hoa hồng. Loài này được J.Y. Zhang & Z.M. Wang mô tả khoa học đầu tiên năm 1999.